# Nord bei Nordwest – Ho Ho Ho!
Nord bei Nordwest – Ho Ho Ho! ist ein deutscher Fernsehfilm von Ingo Rasper aus dem Jahr 2021. Es handelt sich um ein Weihnachtsspecial der ARD-Kriminalfilmreihe Nord bei Nordwest mit Hinnerk Schönemann und Jana Klinge in den Hauptrollen, insgesamt ist es die fünfzehnte Folge dieser Serie. Der Film entstand nach einem Drehbuch von Holger Karsten Schmidt und wurde am 25. Dezember 2021 in Das Erste ausgestrahlt.

## Handlung
Schwanitz kurz vor Weihnachten. Es ist Winter und so kalt, dass der Fährverkehr zwischen Schwanitz und dem Festland eingestellt werden musste. Aber dennoch sind alle Inselbewohner auffallend nett zueinander. Da wird plötzlich, auf seinem Weg zu den Schulkindern, der Weihnachtsmann von einem Unbekannten erschossen. Eine Überwachungskamera hat zwar alles aufgezeichnet, doch der Täter ist nicht zu erkennen. Wider aller Erwartungen handelt es sich bei dem Todesopfer nicht um Holger Brodel, der sonst immer als Weihnachtsmann die Kinder besucht, sondern um seinen Freund Julian Müller, der kurzfristig für ihn eingesprungen ist. Hannah Wagner und Hauke Jacobs beginnen mit den Ermittlungen und haben die Vermutung, dass die tödlichen Schüsse wahrscheinlich Brodel galten. Unterstützung erhalten sie dabei von Kriminaltechniker Puttkammer, der sich aus beruflichen Gründen in Schwanitz aufhält und wegen der Witterungsbedingungen vorläufig nicht zurück nach Lübeck kann. Nach seinen Recherchen ist mit der Tatwaffe vor sechs Wochen ein Raubüberfall auf ein Juweliergeschäft in Hamburg begangen worden.
Nachdem Wagner und Jacobs herausfinden, dass Brodels Ehefrau mit Julian Müller eine Affäre hatte, halten sie eine Eifersuchtstat Brodels für möglich. So kommen sie dahinter, dass Brodel seinen Nebenbuhler nicht selbst beseitigen wollte, sondern für die Tat den Juwelier Hansen erpresste, bei dem er das Diebesgut aus dem Hamburger Überfall entdeckt hatte. Nach dem Mord an Müller beauftragt Brodel den Juwelier, auch noch seine Frau zu töten. Dies können Jacobs und Wagner aber verhindern und nehmen sowohl Hansen als auch Brodel fest, der gemeinerweise vorhatte, Hansen auf frischer Tat zu erschießen, um ihn als Mitwisser los zu sein. 

### Nebenhandlungen
Das bevorstehende Weihnachtsfest lässt die Inselbewohner auffallend nett zueinander sein. Das führt allerdings zu diversen Missverständnissen, denn der Bestatter Michael Töteberg nimmt die Aufmerksamkeit der Polizistin so persönlich, dass er ihr gleich eine Liebeserklärung machen will, aber nicht weiß, wie er das am besten anstellen soll. Deshalb fragt er seine Kollegin Ellen Bleckmann um Rat, die aufgrund der allgemeinen Umschreibung Tötebergs davon ausgeht, selbst gemeint zu sein. Entsprechend enttäuscht ist sie, als sie die Wahrheit erkennt. Trotzdem gibt sie ihrem Kollegen auch weiterhin Tipps, wie er bei einer Frau Eindruck machen könnte. Dazu gibt sie ihm sogar Tanzunterricht.
Hannah Wagner hält die anonyme Liebeserklärung Tötebergs wiederum für eine Einladung von Kriminaltechniker Puttkammer. Jule Christiansen, die nach wie vor in Hauke Jacobs verliebt ist, deutet den privaten Umgang von Jacobs mit seiner Kollegin Wagner ebenfalls falsch. Dabei haben die beiden nur heimlich für die Weihnachtsfeier geübt, um Christiansen einen lang ersehnten Musikauftritt zu ermöglichen. Mehmet Ösker, der vorhatte, Schwanitz für immer zu verlassen, wird von allen so überaus freundlich behandelt und wertgeschätzt, dass er zu der Überzeugung kommt, doch lieber auf der Insel zu bleiben. Bei einem kleinen Flirt mit der Hotelbetreiberin Bine Pufal verliert er kurioserweise sogar kurzzeitig seinen übertriebenen türkischen Akzent.
Als sich das Wetter im Landstrich Schwanitz drastisch verschlechtert und im Nachbardorf ein Deich bricht, brechen Jacobs und Christiansen auf, um die Pferde des Schwanitzer Gnadenhofes zu retten. Im Unwetter verliert Jacobs die Orientierung und zur Hilfe erscheint ihm als Vision die verstorbene Lona Vogt.

## Hintergrund
Die Folge wurde vom 3. Februar bis zum 4. März 2021 auf Fehmarn gedreht.

## Rezeption

### Einschaltquote
Die Erstausstrahlung von Nord bei Nordwest – Ho Ho Ho! wurde in Deutschland am 25. Dezember 2021 von 7,45 Millionen Zuschauern gesehen und erreichte somit einen Marktanteil von 26,4 % für Das Erste.

### Kritik
Rainer Tittelbach von tittelbach.tv wertete: „Mehr noch als gewohnt lebt diese Weihnachtsepisode von seinen zwischenmenschlichen Begegnungen, angelegt als klassische Beziehungsszene, als launige Momentaufnahme oder als gespielter Witz für den mehrwissenden Zuschauer, der hier einer lustvollen Verkettung falsch gelesener Zeichen beiwohnen darf. […] Auch die ganz kleinen Details lassen schmunzeln: das Schild an der Polizeidienststelle mit der Aufschrift ‚Bitte nur im Notfall klingeln‘ oder ein Schiff, das – dem Poller sei Dank – ‚Potenz‘ heißt. […] Dem Zuschauer bleibt der Subtext, und die zwei können nächstes Mal […] so weiter machen wie bisher.“
Kino.de kam zu dem Urteil: „Mit Weihnachtsspecials verhält es sich wie mit Last Christmas. Braucht kein Mensch, trotzdem wollen es alle. […] Aus der Krimireihe wird hier eine (Nicht)-Liebes-Komödie, ein Reigen der Liebessuchenden am falschen Ort - originell und klug eingefädelt. Trotzdem driften die Macher immer mal wieder in die Verkitschung. Der Kriminalfall (ein Weihnachtsmann wird erschossen) ist banal und läuft nur am Rande. Aber es gibt viele tolle Bilder und ein strahlendes Weihnachtswunder. Schön, aber kein Highlight in der an Glanzlichtern reichen Reihe.“